# 葉后詔
葉后詔（?—?），明末清初廈門人。
县府考试第一名，崇祯十七年（1644年），赴京參加殿试时，明朝灭亡，南归后以诗酒自娱，與鄭郊、徐孚遠等被称为“方外七友”。後度東寧。永曆二十四年，授國子司業。著有《鶼草》、《五經講章》行世。